# Пустиња Колорадо
Пустиња Колорадо (енгл. Colorado Desert) је велика сушна депресија у југоисточној Калифорнији и североисточној Баха Калифорнија, држави у Мексику. Обухвата око 2.500 квадратних миља (40.000 km²) источно од Лос Анђелеса и Сан Дијега, пружајући се од Сан Бернандино планина источно и југоисточно до реке Колорадо, по којој је и добила име. 
Ово подручје је у ствари северозападни продужетак пустиње Соноре на југоистоку, као и јужни наставак пустиње Мохаве на северу. Регион укључује богато наводњаване долине Coachella Valley и Imperial Valley на северној и јужној страни језера Солтон си. Преко ње прелази неколико планинских ланаца, укључујући San Jacinto, Santa Rosa, Little San Bernardino, и Chocolate планине. 
Joshua Tree Национални парк се налази на северном крају региона и укључује многе јединствене врсте и станишта. Santa Rosa и San Jacinto Национални споменик, направљен 2000, окружује већи део планина San Jacinto и Santa Rosa дуж западне стране региона.
Anza-Borrego Пустињски државни парк, највећи државни парк у околним савезним државама, покрива 2.400 km² од ивице приобалних планина источно од Сан Дијега до Salton Sea-а а јужно готово до америчко-мексичке границе.